# Кобіса
Кобіса (ісп. Cobisa) — муніципалітет в Іспанії, у складі автономної спільноти Кастилія-Ла-Манча, у провінції Толедо. Населення — 3961 особа (2010).
Муніципалітет розташований на відстані близько 75 км на південь від Мадрида, 5 км на південь від Толедо.
На території муніципалітету розташовані такі населені пункти: (дані про населення за 2010 рік)
- Кобіса: 3160 осіб
- Олівар-і-Сектор 3: 801 особа

## Демографія
Динаміка населення (INE ):

## Галерея зображень

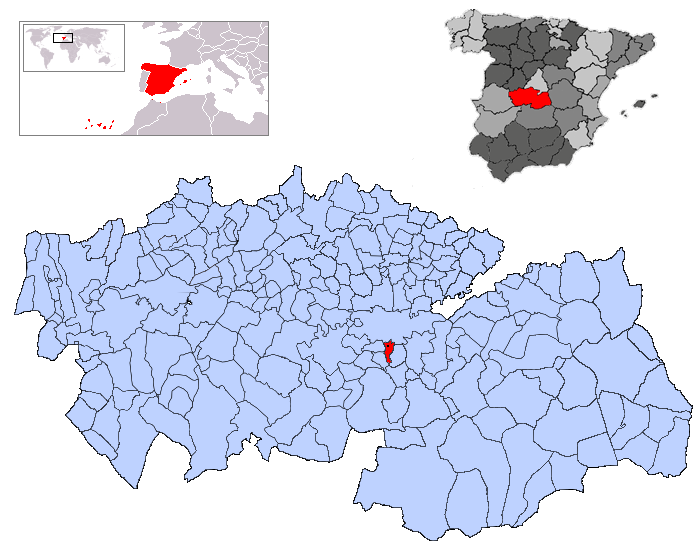
Розташування муніципалітету у провінції Толедо